# Chi Lăng, Pleiku
Chi Lăng là một phường cũ thuộc thành phố Pleiku, tỉnh Gia Lai, Việt Nam.
Phường Chi Lăng có diện tích 25,67 km², dân số năm 2019 là 10.476 người, mật độ dân số đạt 408 người/km².

## Địa lý
Phường Chi Lăng nằm ở phía nam thành phố Pleiku, có vị trí địa lý:
- Phía đông giáp huyện Đak Đoa và xã Chư Á
- Phía tây giáp phường Hội Phú và các xã Gào, Ia Kênh
- Phía nam giáp huyện Chư Prông
- Phía bắc giáp phường Thắng Lợi và phường Trà Bá.

## Lịch sử
Địa bàn phường Chi Lăng trước đây là một phần xã Trà Bá thuộc thành phố Pleiku.
Ngày 9 tháng 11 năm 2000, Chính phủ ban hành Nghị định số 67/2000/NĐ-CP. Theo đó:
- Thành lập phường Trà Bá trên cơ sở điều chỉnh 758,67 ha diện tích tự nhiên và 13.990 người của xã Trà Bá
- Đổi tên xã Trà Bá thành xã Chư HDrông.

Sau khi thành lập, xã Chư HDrông có 2.360,33 ha diện tích tự nhiên, dân số là 4.610 người.
Ngày 17 tháng 4 năm 2008, Chính phủ ban hành Nghị định số 46/2008/NĐ-CP. Theo đó, thành lập phường Chi Lăng trên cơ sở điều chỉnh 1.245,37 ha diện tích tự nhiên và 7.330 người của xã Chư HDrông.
Sau khi thành lập phường Chi Lăng, xã Chư HDrông còn lại 1.302,74 ha diện tích tự nhiên, dân số là 3.777 người.
Đến năm 2019, phường Chi Lăng có diện tích 12,54 km², dân số là 8.012 người, mật độ dân số đạt 639 người/km². Xã Chư HDrông có diện tích 13,13 km², dân số là 2.464 người, mật độ dân số đạt 188 người/km².
Ngày 10 tháng 1 năm 2020, Ủy ban Thường vụ Quốc hội ban hành Nghị quyết số 859/NQ-UBTVQH14 về việc sắp xếp các đơn vị hành chính cấp xã thuộc tỉnh Gia Lai (nghị quyết có hiệu lực từ ngày 1 tháng 2 năm 2020). Theo đó, sáp nhập toàn bộ diện tích và dân số của xã Chư HDrông vào phường Chi Lăng.
Năm 2025, theo Nghị quyết số 1664/NQ-UBTVQH15, thực hiện giải thể thành phố Pleiku và hợp nhất toàn bộ diện tích tự nhiên và dân số của phường Trà Bá, Chi Lăng và Hội Phú thành phường mới với tên gọi là phường Hội Phú.